# Kerry Weiland
Kerry Weiland, född den 18 december 1980 i Anchorage i Alaska i USA, är en amerikansk ishockeyspelare.
Hon tog OS-guld i damernas ishockeyturnering i samband med de olympiska ishockeytävlingarna 2010 i Vancouver.